# ایشیار دیا
ایشیار دیا (انگلیسی: Issiar Dia؛ زادهٔ ۸ ژوئن ۱۹۸۷) بازیکن فوتبال اهل فرانسه است که در پست هافبک بازی می‌کرد.
از باشگاه‌هایی که در آن بازی کرده‌است می‌توان به باشگاه ورزشی الخریطیات، باشگاه ورزشی الدحیل، باشگاه فوتبال نانسی، باشگاه فوتبال فنرباغچه و باشگاه فوتبال آمیان اشاره کرد.
وی همچنین در تیم‌های ملی فوتبال؛ زیر ۱۹ سال فرانسه، زیر ۲۱ سال فرانسه، و سنگال بازی کرده‌است.